# Even Closer
Albums de Goapele
Closer
(2001) Change it All
(2003)
Even Closer est le second album de la chanteuse Goapele et le premier distribué en international. Il est en grande partie une reprise de son premier album Closer. Initialement édité par Hieroglyphics Imperium, il fut par la suite pris en main par Columbia Records qui lui fit signer un contrat via son propre label familial, Skyblaze Recordings, et qui distribua cet album à l'international. Des chansons furent ajoutées entre les deux versions et par la même par rapport à l'album Closer. 
Cependant la distribution fut assurée par Relativity Entertainment Distribution à la place de Sony Music Distribution. Des invités apparaissent sur cet album comme le guitariste Errol Cooney, le groupe soulive, Pep Love et Zion I. L'album récolta des critiques très positives aux États-Unis et prépara le terrain pour un nouvel album.

## Liste de titres (230108)
1. Closer
2. Ease Your Mind
3. Got It
4. Romantic
5. Too Much the Same
6. Catch 22
7. The Daze
8. Thing's Don't Exist
9. Childhood Drama
10. Salvation
11. Back to You
12. Butterflykisses
13. It Takes More
14. Red, White, & Blues

## Liste de titres (WK 72795)
1. Closer (3:49)
2. Ease Your Mind (3:35)
3. Got It (3:15)
4. Romantic (5:37)
5. Too Much the Same (3:56)
6. Catch 22 (4:09)
7. The Daze (3:07)
8. Things Don't Exist (4:32)
9. Childhood Drama (3:14)
10. Salvation (3:43)
11. Back to You (4:17)
12. Butterflykisses (3:20)
13. It Takes More (3:57)
14. Red, White, & Blues (5:29)
15. Childhood Drama (remix) (3:24)
16. Got It (reprise) [hidden track] (0:41)